# کوه پاجو
کوه پاجو (به اسپانیایی: Pajo) یک کوه در پرو است که در Peru, Cusco Region واقع شده‌است. کوه پاجو ۵٬۴۰۰ متر بالاتر از سطح دریا واقع شده‌است.